# Kościół poewangelicki w Grodkowie
Kościół poewangelicki – nieczynna świątynia protestancka znajdująca się w Grodkowie, w województwie opolskim.

## Historia
Budowa obecnej świątyni rozpoczęła się w 1845 roku. Kościół reprezentuje styl neoromański, jest budowlą murowaną z cegły, składającą się z trzech naw, w formie bazyliki, posiadającą wieżę o wysokości 39 metrów. Świątynia nosiła zapewne wezwanie św. Marcina. Po II wojnie światowej, w 1946 roku w kościele były odprawiane nabożeństwa katolickie. Po wyremontowaniu świątyni katolickiej, budowla została ponownie przejęli przez ewangelików. Jednak z powodu ciągle malejącej liczby wiernych, po kilkunastu latach skończyło się odprawianie nabożeństw. Od tego czasu budowla popadła w ruinę.
W lipcu 2013 roku rozpoczął się pierwszy etap remontu zniszczonej świątyni.